# 延吉人民体育场
延吉人民体育场，是位于延吉市的体育场，体育场兴建于1980年，可容纳30000名观众。该体育场长期作为延边足球队的主场。因城区改造，体育场于2013年拆除，延吉人民体育场移地新建为延吉市全民健身中心体育场，作为延边足球队的主场。